# Casalbeltrame
Casalbeltrame är en ort och kommun i provinsen Novara i regionen Piemonte i Italien. Kommunen hade 938 invånare (2018).